# Acusados (película)
Acusados (Título original: The Accused) es una película del género drama legal estadounidense de 1988 dirigida por Jonathan Kaplan a partir de un guion escrito por Tom Topor, el cual está basado en una historia real sobre la violación en grupo de Cheryl Araujo en New Bedford, Massachusetts. La película está ambientada en el estado de Washington, pero fue filmada principalmente en Vancouver, Columbia Británica. Jodie Foster protagoniza como Sarah Tobias, una joven camarera que es violada en grupo por tres hombres en un bar local. Con la ayuda de una abogada, Kathryn Murphy (Kelly McGillis), Sarah se propone enjuiciar a los violadores y a los hombres que ayudaron a inducir el asalto. Bernie Coulson, Leo Rossi, Ann Hearn, Carmen Argenziano, Steve Antin y Tom O'Brien aparecen en papeles secundarios.
Acusados se estrenó en el 39° Festival Internacional de Cine de Berlín, donde compitió por el Oso de Oro. Finalmente fue estrenada en cines el 14 de octubre de 1988 por Paramount Pictures y fue muy controvertida tras su estreno, principalmente debido a su representación gráfica de la violación en grupo. Acusados fue un gran éxito en taquilla, recaudando más de $92.1 millones en todo el mundo contra un presupuesto de $13 millones, y fue elegida por la National Board of Review como la tercera mejor película del año. Los críticos elogiaron la audacia de la película, la representación auténtica de su tema y la acreditaron como una de las primeras películas convencionales en tratar los horrores de la violación y sus consecuencias en la vida de la víctima. La actuación de Foster marcó su avance en papeles más serios, ganando numerosos elogios, incluido el Óscar a la Mejor Actriz en la 61.ª edición de los Premios Óscar.

## Argumento
La película trata de una joven y solitaria mujer llamada Sarah Tobias, quien trabaja como camarera en una cafetería típica de los Estados Unidos. Es una mujer que cada vez que fracasa en su intento por estabilizar su vida con un hombre, vuelve a sus cervezas y a su vida vagabunda. Lamentablemente ella vive con un hombre drogadicto que la golpea cuando quiere, ejerce varios tipos de violencia con ella y no la ayuda en los gastos del hogar. 
En una de esas tantas peleas con su novio, ella se va a beber cervezas y a olvidar sus problemas al bar de una amiga camarera para esperarla cuando acabe su turno y poder conversar con ella. Estando en el bar, y habiendo bebido un par de cervezas empieza a coquetear con unos chicos que están jugando al billar. Otro hombre del lugar la invita a una cerveza y se sienta junto a ella. Siguen bebiendo y la amiga continúa trabajando, mientras que Sarah se va a bailar con este hombre al fondo del bar. Estando muy bebida comienza a bailar provocativamente y muchos hombres comienzan a llegar a verla bailar de esa forma. En unos minutos, habiendo mucha gente a su alrededor, ella decide irse, pero en ese instante no le permiten que se vaya, la asaltan y la violan repetidamente (tres hombres la violan sobre un juego electrónico a la vista de todo el mundo, golpeándola y tapándole la boca, impidiéndole escapar y pedir ayuda). 
Desesperada y ultrajada, acude a pedir justicia, pero nadie cree en su relato y piensan que ha sido ella quien ha provocado la violación debido a que es una mujer que tiene antecedentes por mala conducta, consumo de drogas y no tiene apoyo por parte de su familia. Tras acreditar la violación en el hospital y sentirse totalmente vulnerada por la agresión, aparece la fiscal Murphy, que intentará ayudarla y encerrar a los agresores. Sarah pasa fácilmente de ser una víctima a una acusada, provocadora y causante directa de la violencia, una violencia que sólo es el principio de su odisea, una odisea que la llevará a enfrentarse a todo un sistema judicial con la única ayuda de su abogada para conseguir que la justicia condene a los criminales, pero fracasan por la atmósfera presente. 
Posteriormente, después de protagonizar un incidente con uno de los hombres que incitaron la violación ese día y que se burlaba de ella al respecto, deciden llevar a juicio a las personas que animaron e incitaron la violación, ya que, según las leyes de ese estado, cualquier persona que anime, incite o no haga nada para evitar un crimen es tan culpable como los agresores, desarrollándose un juicio polémico para la justicia norteamericana, en la que consigue  a muy duras penas justicia, porque consiguen encontrar a un testigo clave. Su condena llevará a que los violadores directos también sean castigados por su crimen, pero, como acentúa la película, el problema de las violaciones en los Estados Unidos sigue a pesar de este caso.

## Reparto
| Actor                | Personaje                        |
| -------------------- | -------------------------------- |
| Kelly McGillis       | Fiscal Kathryn Murphy            |
| Jodie Foster         | Sarah Tobias                     |
| Bernie Coulson       | Ken Joyce                        |
| Leo Rossi            | Cliff "Scorpion" Albrect         |
| Ann Hearn            | Sally Fraser                     |
| Carmen Argenziano    | Fiscal del distrito Paul Rudolph |
| Steve Antin          | Bob Joiner                       |
| Tom O'Brien          | Larry                            |
| Peter Van Norden     | Abogado Paulsen                  |
| Terry David Mulligan | Duncan                           |
| Woody Brown          | Danny                            |
| Stephen E. Miller    | Polito                           |
| Scott Paulin         | Abogado Ben Wainwright           |
| Kim Kondrashoff      | Kurt                             |
| Barney Sullivan      | Juez                             |

## Producción
Originalmente, Sigourney Weaver y Kelly McGillis iban a protagonizar como Sarah y A.D.A. Jonathan Kaplan temió que Jodie Foster no fuera lo suficientemente atractiva y decidió elegir a Kim Basinger para el papel de Sarah. Sin embargo, Basinger declinó. Para preparar bien el papel, Jodie Foster acudió a reuniones de grupos de violación y leyó historias sobre experiencias de violación. En cuanto a McGillis, ella fue una víctima de violación en la vida real. En 1982, fue asaltada y violada en su hogar por Leroy Johnson después de regresar a casa del trabajo. Esta experiencia animó a la actriz para continuar su papel en esta película. Johnson fue sentenciado por otros delitos a 50 años en prisión en 2010.
Una vez preparado todo, se filmó la película en color entre el 27 de abril y finales de junio de 1987 en Vancouver, Columbia Británica, en Canadá. El presupuesto fue de 13 millones de dólares. Solo una vez hecho, le dieron el título actual de la película, el cual ya fue cambiado antes de que empezase el correspondiente rodaje.

## Recepción
La película se estrenó en Estados Unidos el 14 de octubre de 1988 y se estrenó en España el 17 de febrero de 1988. La película fue un éxito de taquilla y recaudó solo en Estados Unidos (USA) $32,078,318. Es un thriller narrado con crudeza sobre un horrible caso de violación y tiene un inteligente guion, que conduce la película con ritmo y mantiene el suspense hasta el final. Tiene algunos momentos muy duros, como las escenas en las que Sarah recuerda y narra la violación. Jodie Foster realiza gracias a su preparación una interpretación excelente, por la que consiguió el Oscar a la mejor actriz.

## Premios
- Premios BAFTA 1990: Nominada a Mejor Actriz (Jodie Foster).
- Premios Oscar 1989: Mejor Actriz Principal (Jodie Foster).
- Globos de Oro 1989: Mejor Actriz Principal - Drama (Jodie Foster).
- Festival de Berlín 1989: Nominada al Oso de Oro - Mejor Película.
- National Board of Review 1988: Mejor Actriz (Jodie Foster) y Mejores Películas del Año.
- Asociación de Críticos de Chicago 1989: Nominada a Mejor Actriz (Jodie Foster).
- Círculo de Críticos de Nueva York 1989: Nominada a Mejor Actriz (Jodie Foster).
- Premios David di Donatello 1989: Mejor Actriz Extranjera (Jodie Foster).
- Premio PFS 1989: Nominada a Mejor Película